# Верос Ларсен, Мира
Ми́ра Ве́рос Ла́рсен (норв. Mira Verås Larsen, нюнорск Mira Verås Larsen, род. 17 апреля 1987, Берум, Акерсхус, Норвегия) — норвежский каякер, участница Олимпийских игр 2012 года.
На Церемонии открытия летних Олимпийских игр 2012 была знаменосцем команды Норвегии.

## Карьера
На Олимпийских играх в Лондоне она выступила в соревнованиях среди женщин на 500 метров на байдарке-одиночке, однако не смогла завоевать медалей.